# Túnel da baía de Jiaozhou
O Túnel da baía de Jiaozhou é um túnel rodoviário submarino localizado em Shandong, no leste da China. Ele fica na baía de Kiauchau, conectando o distrito de Huangdao com a cidade de Qingdao (mapa do túnel). Tem 9,47 quilômetros de extensão incluindo um trecho que se localiza abaixo do nível do mar. Começou a ser construído em 27 de dezembro de 2006 e foi aberto à comunidade em 1 de julho de 2011, dois meses depois do previsto. Foi aberto no mesmo dia em que ficou pronta a ponte Qingdao Haiwan, considerada no momento a maior ponte do mundo sobre o mar segundo o Guinness World Records.